# Skårvatjåkkå

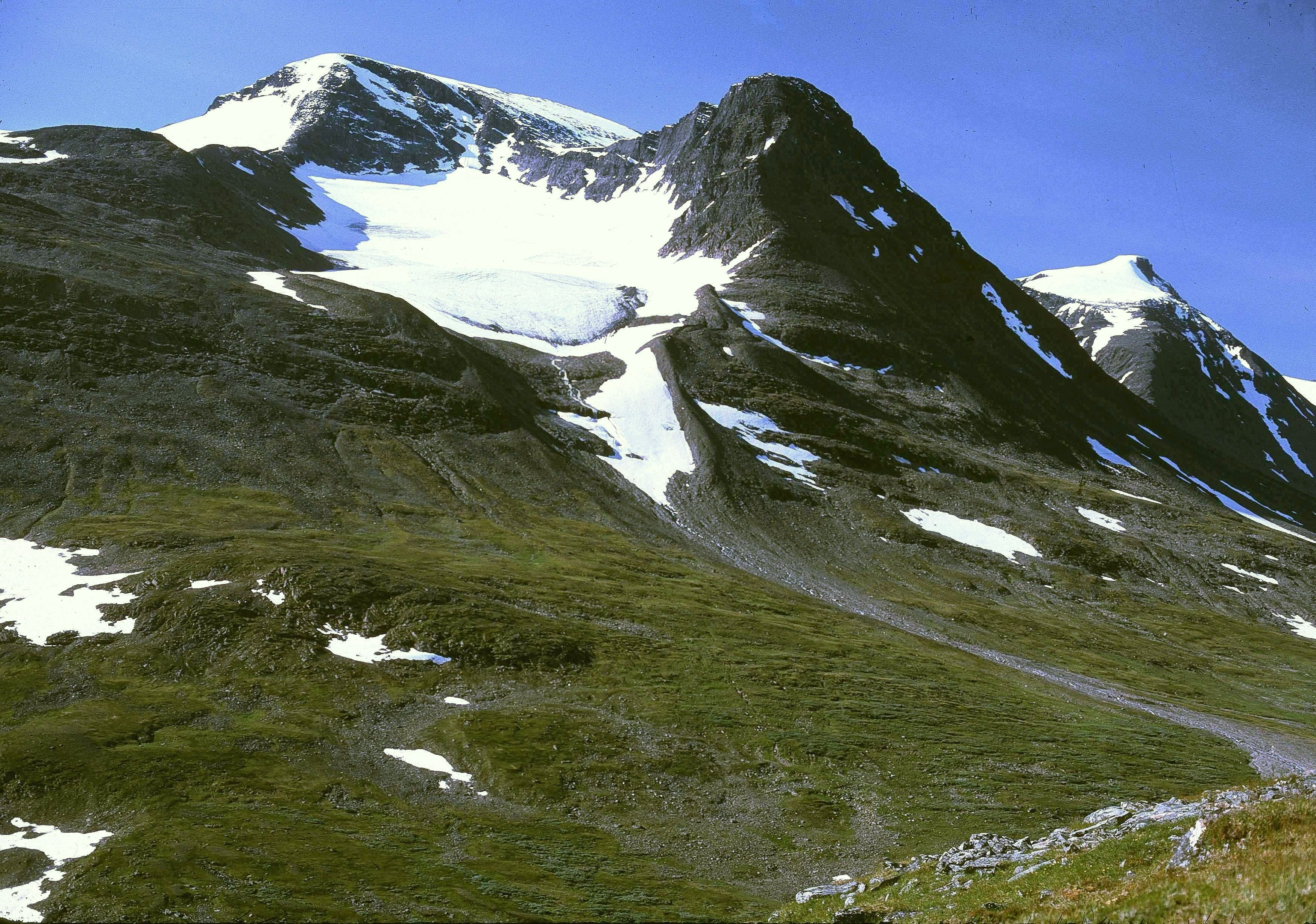
Skårvatjåkkå

Skårvatjåkkå är ett fjäll i Sareks nationalpark. Fjället tillhör Ålkatjmassivet. Höjden över havet är 1881 meter. Skårvatjåkkå gränsar mot övre Rapadalen.